# Jules Bianchi
Jules Lucien André Bianchi (ur. 3 sierpnia 1989 w Nicei, zm. 17 lipca 2015 tamże) – francuski kierowca wyścigowy.
Jules Bianchi był wnukiem Mauro, trzykrotnego mistrza świata w wyścigach GT oraz prabratankiem Luciena, zwycięzcy 24-godzinnego wyścigu Le Mans i uczestnika 19 wyścigów Grand Prix Formuły 1.

## Życiorys

### Karting i Formuła Renault

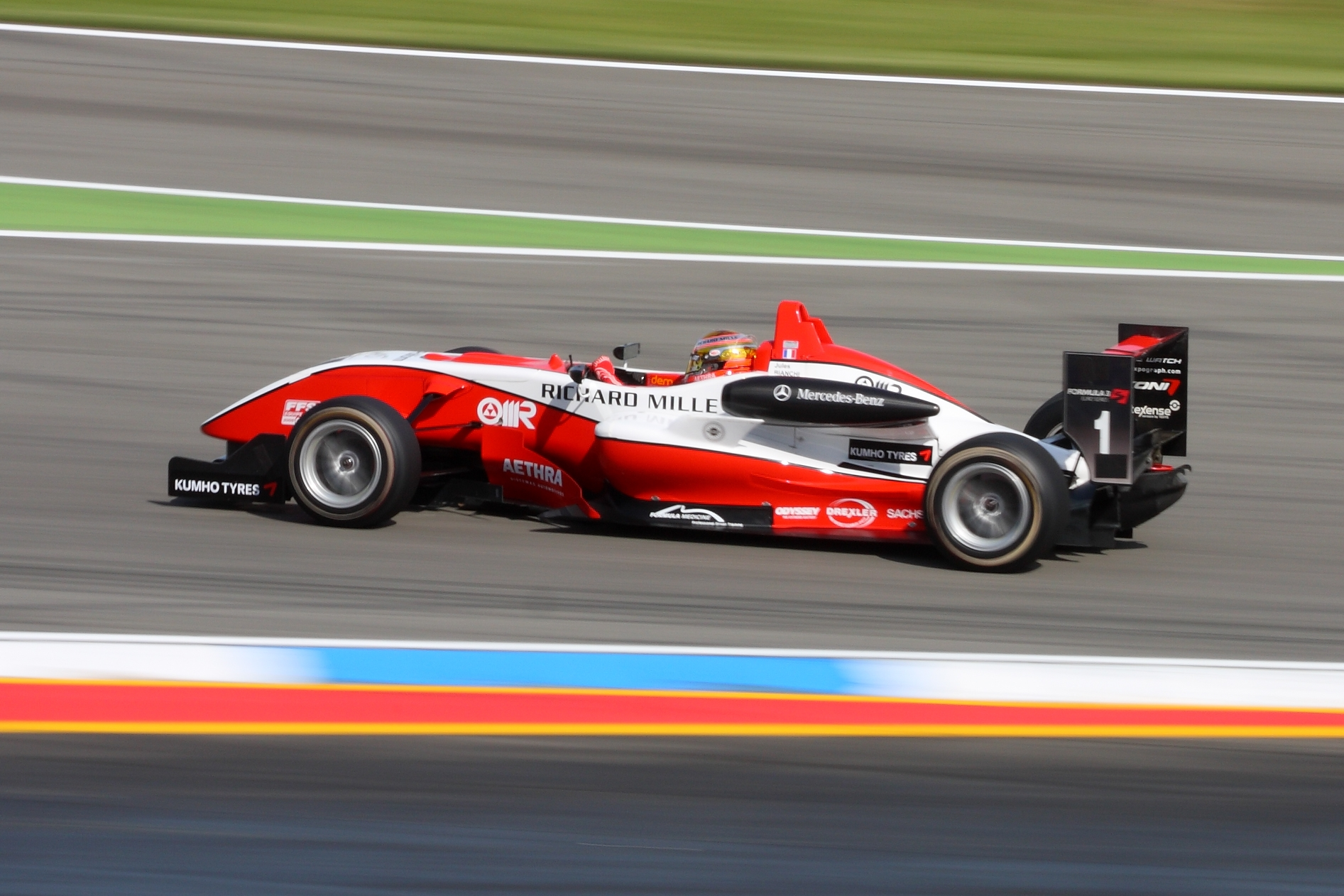
Jules Bianchi podczas wyścigu Formuły 3 w roku 2009

Po kilku latach startów w kartingu (rozpoczął je w roku 2004), w 2007 roku Jules postanowił rozpocząć poważną karierę wyścigową, debiutując we Francuskiej oraz Europejskiej Formule Renault. Reprezentując zespół SG Formula, francuski serial zakończył z tytułem mistrzowskim, natomiast europejski na 11. pozycji w końcowej klasyfikacji.

### Europejska Formuła 3
W kolejnym sezonie awansował do Europejskiej Formuły 3, gdzie jeździł w drugorzędnym teamie ART Grand Prix, należącym do jego menedżera, Nicolasa Todta. W pierwszym podejściu spisał się nadzwyczaj dobrze, będąc sklasyfikowanym na 3. miejscu w klasyfikacji generalnej (dwukrotnie zwyciężył, w tym prestiżowy Masters of Formula 3). W drugim podejściu, będąc już liderem głównego zespołu, zdominował rywalizację, wygrywając dziewięć z dwudziestu eliminacji.
Poza udziałem w europejskim cyklu, w ramach programu ART, wziął udział również w dwóch rundach Brytyjskiej Formuły 3 (na portugalskim torze w Portimao Francuz zdominował rywalizację). Nie był jednak liczony do klasyfikacji generalnej. Gościnnie wystąpił również w jednym wyścigu serii World Series by Renault (w SG Formula), na ulicach księstwa Monako. Nie dojechał jednak do mety. Po raz pierwszy wystąpił w kończącym sezon juniorski Grand Prix Makau. W wyniku kolizji Francuz nie był jednak w stanie walczyć o czołowe lokaty, ostatecznie dojeżdżając na 10. miejscu.

### Seria GP2
Dzięki wygranej w F3 Francuz awansował do bezpośredniego przedsionka Formuły 1 – serii GP2 – w której także startował w barwach ART. Debiutancki sezon okazał się całkiem udany dla Bianchiego, zważywszy na zajęcie 3. miejsca w klasyfikacji generalnej oraz szczególnie dobrą postawę w kwalifikacjach (trzy zwycięstwa). Był to jednak dość ciężki sezon dla Francuza, który miał kilka wzlotów i upadków. Nie obyło się bez sporych błędów, w wyniku których kilkakrotnie tracił szansę na dobry wynik. Przez to też ani razu nie stanął na najwyższym stopniu podium. W pierwszym wyścigu na Węgrzech, w wyniku kolizji, odniósł pozornie dość poważny uraz kręgosłupa, który mógł go wykluczyć na dłuższy czas. Na szczęście jednak kontuzja okazała się niegroźna i Bianchi po absencji w niedzielę, był w stanie wystąpić w kolejnej rundzie w Belgii. Francuz dziewięciokrotnie dojechał na punktowanym miejscu, z czego cztery razy na podium.
Drugi sezon startów rozpoczął dobrze, od zajęcia trzeciego miejsca w pierwszym wyścigu, na tureckim torze Istanbul Park. W kolejnych siedmiu wyścigach Francuzowi nie poszło jednak najlepiej, głównie przez niezawinione incydenty. Jedyne dwa punkty uzyskał za siódmą lokatę na hiszpańskim obiekcie Circuit de Catalunya. Przełom nastąpił w sobotnich zmaganiach na Silverstone, gdzie po raz pierwszy stanął na najwyższym stopniu podium, po zaciętej walce z Niemcem Christianem Vietorisem (Jules startował wówczas z pole position). W pozostałych dziewięciu startach Bianchi sięgał po punkty, czterokrotnie przy tym mieszcząc się w pierwszej trójce. Ostatecznie rywalizację ponownie zakończył na 3. pozycji, zaledwie jeden punkt za wicemistrzem Lucą Filippi.

### Azjatycka Seria GP2
W azjatyckim cyklu Bianchi zadebiutował w drugiej rundzie sezonu 2009/2010, na torze Yas Marina. Już w pierwszym wyścigu stanął na najniższym stopniu podium. W kolejnej eliminacji, na torze Sakhir, sięgnął po pole position. Popełnione błędy uniemożliwiły mu jednak zdobycie punktów, także w kolejnych wyścigach. Zdobyte punkty sklasyfikowały go na 12. miejscu.
W roku 2011 został wicemistrzem serii, po dwukrotnej wizycie na podium w przeciągu czterech rozegranych wyścigów (zwyciężył w inauguracyjnym starcie w Abu Zabi).

### Formuła Renault 3.5
Obowiązki związane z rolą piątkowego zawodnika w F1 uniemożliwiła Bianchiemu dalsze starty w Serii GP2. W celu utrzymania formy zawodnik postanowił jednak kontynuować udział w serii juniorskiej i podpisał kontrakt z francuskim zespołem Tech 1 Racing, startującym w Formule Renault 3.5, na sezon 2012. Francuz walczył o tytuł mistrzowski z Holendrem Robinem Frijnsem. Losy tytułu rozstrzygnęły się dopiero w ostatnim wyścigu, na torze w Katalonii. Holender przeprowadził na Bianchim kontrowersyjny atak, w wyniku którego wypchnął go z toru. W konsekwencji Francuz nie dojechał do mety i ze stratą zaledwie czterech punktów przegrał mistrzowski tytuł. Frijns stracił punkty uzyskane w tamtym wyścigu, jednak nie zmieniło to wyników mistrzostw. Pomimo protestu Bianchiego sędziowie postanowili zachować wyniki. Ostatecznie Bianchi ośmiokrotnie stawał na podium, z czego trzykrotnie na najwyższym stopniu. Pięciokrotnie przy tym startował z pole position oraz siedmiokrotnie odnotował najszybszy czas okrążenia w wyścigu.

### Kontrakt z Ferrari
Dzięki świetnym wynikom, za sprawą swojego menedżera Nicolasa Todta, mającego duże powiązania z włoskim zespołem, dostał szansę udziału w trzydniowych testach dla młodych kierowców (w pierwszych trzech dniach grudnia). 2 grudnia team z Maranello podpisał z nim długoterminową umowę, za sprawą której ma się stać kierowcą rezerwowym i testowym zespołu. W sezonie 2011 Francuz miał pełnić funkcję trzeciego kierowcy włoskiego zespołu.

### Kontrakt z Force India
W styczniu 2012 roku Francuz został ogłoszony rezerwowym kierowcą hinduskiego zespołu Force India. Wziął udział w dziewięciu sesjach treningowych.

### Starty w ekipie Marussia
W następnym sezonie Bianchi rozpoczął regularne starty w zespole Marussia gdzie został zakontraktowany jako ostatni kierowca wyścigowy na sezon 2013. Powodem podpisania kontraktu tak późno było niewywiązanie się z umowy przez Luiza Razię którego sponsorzy nie wpłacili na czas pieniędzy za starty w zespole. Skutkiem tak późnego podpisania umowy było uczestnictwo przez Francuza zaledwie przez półtora dnia w przedsezonowych testach. Mimo to Jules pokazywał się w pierwszych wyścigach dużo lepiej od Maxa Chiltona będącego zespołowym partnerem Bianchiego. Francuz pokonywał też regularnie kierowców Caterhama. Najlepszym wynikiem Bianchiego w wyścigu był 13 miejsce w GP Malezji na torze Sepang, zaś w kwalifikacjach 15 miejsce podczas weekendu wyścigowego o GP Belgii. Poza tym Jules dwukrotnie dojechał do mety 15 (debiut w GP Australii oraz GP Chin). Pod koniec sezonu Francuz plasował się na pozycjach 18-20, jednak w klasyfikacji generalnej zdołał utrzymać miejsce przed kierowcami ekipy Caterham.
Na sezon 2014 Bianchi przedłużył kontrakt z rosyjską ekipą. Podczas Grand Prix Monako Francuz dojechał początkowo na ósmym miejscu, lecz po dodaniu pięciu sekund z powodu niezjechania na pięciosekundowy postój w boksach (postój wykonał w trakcie, gdy na torze był samochód bezpieczeństwa) spowodował spadek na dziewiąte miejsce, co dało mu pierwsze punkty w karierze oraz pierwsze punkty dla rosyjskiego zespołu.

#### Wypadek i śmierć
5 października 2014 w Grand Prix Japonii na torze Suzuka miał bardzo poważny wypadek. Podczas 43. okrążenia Bianchi wypadł z mokrej nawierzchni i przodem bolidu uderzył w dźwig wyciągający bolid Adriana Sutila. Uderzenie wywarło przeciążenie o wartości 254G. Wyścig przerwano, a następnie przedwcześnie zakończono. Kierowcę przewieziono karetką do szpitala, gdzie został operowany. Jego stan określono jako krytyczny. Doznał rozlanego urazu aksonalnego (DAI). Do ostatnich chwil życia znajdował się w śpiączce. Zmarł w klinice w Nicei, 17 lipca 2015 roku, a pochowany został 21 lipca 2015 w tym samym mieście. Po śmierci kierowcy FIA zastrzegła numer 17, który znajdował się na bolidzie Francuza.

## Wyniki

### Formuła 1
| Legenda oznaczeń w tabelach wyników Wyświetl szablon na nowej stronie | Legenda oznaczeń w tabelach wyników Wyświetl szablon na nowej stronie                                                                     |
| Oznaczenie                                                            | Wyjaśnienie |
| --------------------------------------------------------------------- | --- |
| Złoty                                                                 | Zwycięzca lub mistrzostwo |
| Srebrny                                                               | 2. miejsce lub wicemistrzostwo |
| Brązowy                                                               | 3. miejsce lub II wicemistrzostwo |
| Zielony                                                               | Ukończył, punktował (w klasyfikacji generalnej, gdy zdobył co najmniej jeden punkt na przestrzeni sezonu, poza trzema powyższymi opcjami) |
| Niebieski                                                             | Ukończył, nie punktował (w klasyfikacji generalnej, gdy nie zdobył co najmniej jednego punktu na przestrzeni sezonu)                      |
| Czerwony                                                              | Nie zakwalifikował się (NZ) |
| Czerwony                                                              | Nie prekwalifikował się (NPK) |
| Różowy                                                                | Nie ukończył (NU) |
| Różowy                                                                | Niesklasyfikowany (NS) (w klasyfikacji generalnej, gdy nie został sklasyfikowany w żadnym wyścigu sezonu)                                 |
| Czarny                                                                | Zdyskwalifikowany (DK) |
| Czarny                                                                | Wykluczony (WYK/EX) |
| Biały                                                                 | Nie wystartował (NW) |
| Biały                                                                 | Kontuzjowany (K/INJ) |
| Biały                                                                 | Wyścig odwołany (OD/C) |
| Bez koloru                                                            | Został wycofany (WYC/WD) |
| Bez koloru                                                            | Nie przybył (NP/DNA) |
| Bez koloru                                                            | Nie brał udziału w treningach (NT/DNP) |
| Bez koloru                                                            | Nie został zgłoszony (–) |
| Pogrubienie                                                           | Start z pole position |
| Kursywa                                                               | Najszybsze okrążenie wyścigu |
| †                                                                     | Nie ukończył, ale jego rezultat został zaliczony ze względu na przejechanie więcej niż 90% dystansu wyścigu.                              |
| *                                                                     | Sezon w trakcie |
| 1/2/3                                                                 | Punktowana pozycja w sprincie |
| Lista systemów punktacji Formuły 1                                    | |

| Rok  | Zespół           | Samochód      | Silnik                 | Wyniki w poszczególnych eliminacjach | Wyniki w poszczególnych eliminacjach | Wyniki w poszczególnych eliminacjach | Wyniki w poszczególnych eliminacjach | Wyniki w poszczególnych eliminacjach | Wyniki w poszczególnych eliminacjach | Wyniki w poszczególnych eliminacjach | Wyniki w poszczególnych eliminacjach | Wyniki w poszczególnych eliminacjach | Wyniki w poszczególnych eliminacjach | Wyniki w poszczególnych eliminacjach | Wyniki w poszczególnych eliminacjach | Wyniki w poszczególnych eliminacjach | Wyniki w poszczególnych eliminacjach | Wyniki w poszczególnych eliminacjach | Wyniki w poszczególnych eliminacjach | Wyniki w poszczególnych eliminacjach | Wyniki w poszczególnych eliminacjach | Wyniki w poszczególnych eliminacjach | Pkt. | Msc. |
| ---- | ---------------- | ------------- | ---------------------- | ------------------------------------ | ------------------------------------ | ------------------------------------ | ------------------------------------ | ------------------------------------ | ------------------------------------ | ------------------------------------ | ------------------------------------ | ------------------------------------ | ------------------------------------ | ------------------------------------ | ------------------------------------ | ------------------------------------ | ------------------------------------ | ------------------------------------ | ------------------------------------ | ------------------------------------ | ------------------------------------ | ------------------------------------ | ---- | ---- |
| 2013 |                  |               |                        | Australia                            | Malezja                              |                                      | Bahrajn                              | Hiszpania                            | Monako                               | Kanada                               | Wielka Brytania                      | Niemcy                               | Węgry                                | Belgia                               | Włochy                               | Singapur                             | Korea Południowa                     | Japonia                              | Indie                                |                                      | Stany Zjednoczone                    | Brazylia                             | 0    | 20   |
| 2013 | Marussia F1 Team | Marussia MR02 | Cosworth CA2013 2.4 V8 | 15                                   | 13                                   | 15                                   | 19                                   | 18                                   | NU                                   | 17                                   | 16                                   | NU                                   | 16                                   | 18                                   | 19                                   | 18                                   | 16                                   | NU                                   | 18                                   | 20                                   | 18                                   | 17                                   | 0    | 20   |
| 2014 |                  |               |                        | Australia                            | Malezja                              | Bahrajn                              |                                      | Hiszpania                            | Monako                               | Kanada                               | Austria                              | Wielka Brytania                      | Niemcy                               | Węgry                                | Belgia                               | Włochy                               | Singapur                             | Japonia                              | Rosja                                | Stany Zjednoczone                    | Brazylia                             |                                      | 2    | 17   |
| 2014 | Marussia F1 Team | Marussia MR03 | Ferrari 059/3 1.6 V6T  | NS                                   | NU                                   | 16                                   | 17                                   | 18                                   | 9                                    | NU                                   | 15                                   | 14                                   | 15                                   | 15                                   | 18†                                  | 18                                   | 16                                   | 20†                                  |                                      |                                      |                                      |                                      | 2    | 17   |

### GP2
| Legenda oznaczeń w tabelach wyników Wyświetl szablon na nowej stronie | Legenda oznaczeń w tabelach wyników Wyświetl szablon na nowej stronie                                                                     |
| Oznaczenie                                                            | Wyjaśnienie |
| --------------------------------------------------------------------- | --- |
| Złoty                                                                 | Zwycięzca lub mistrzostwo |
| Srebrny                                                               | 2. miejsce lub wicemistrzostwo |
| Brązowy                                                               | 3. miejsce lub II wicemistrzostwo |
| Zielony                                                               | Ukończył, punktował (w klasyfikacji generalnej, gdy zdobył co najmniej jeden punkt na przestrzeni sezonu, poza trzema powyższymi opcjami) |
| Niebieski                                                             | Ukończył, nie punktował (w klasyfikacji generalnej, gdy nie zdobył co najmniej jednego punktu na przestrzeni sezonu)                      |
| Czerwony                                                              | Nie zakwalifikował się (NZ) |
| Czerwony                                                              | Nie prekwalifikował się (NPK) |
| Różowy                                                                | Nie ukończył (NU) |
| Różowy                                                                | Niesklasyfikowany (NS) (w klasyfikacji generalnej, gdy nie został sklasyfikowany w żadnym wyścigu sezonu)                                 |
| Czarny                                                                | Zdyskwalifikowany (DK) |
| Czarny                                                                | Wykluczony (WYK/EX) |
| Biały                                                                 | Nie wystartował (NW) |
| Biały                                                                 | Kontuzjowany (K/INJ) |
| Biały                                                                 | Wyścig odwołany (OD/C) |
| Bez koloru                                                            | Został wycofany (WYC/WD) |
| Bez koloru                                                            | Nie przybył (NP/DNA) |
| Bez koloru                                                            | Nie brał udziału w treningach (NT/DNP) |
| Bez koloru                                                            | Nie został zgłoszony (–) |
| Pogrubienie                                                           | Start z pole position |
| Kursywa                                                               | Najszybsze okrążenie wyścigu |
| †                                                                     | Nie ukończył, ale jego rezultat został zaliczony ze względu na przejechanie więcej niż 90% dystansu wyścigu.                              |
| *                                                                     | Sezon w trakcie |
| 1/2/3                                                                 | Punktowana pozycja w sprincie |
| Lista systemów punktacji Formuły 1                                    | |

| Rok  | Zespół         | Samochód       | Wyniki w poszczególnych eliminacjach | Wyniki w poszczególnych eliminacjach | Wyniki w poszczególnych eliminacjach | Wyniki w poszczególnych eliminacjach | Wyniki w poszczególnych eliminacjach | Wyniki w poszczególnych eliminacjach | Wyniki w poszczególnych eliminacjach | Wyniki w poszczególnych eliminacjach | Wyniki w poszczególnych eliminacjach | Wyniki w poszczególnych eliminacjach | Wyniki w poszczególnych eliminacjach | Wyniki w poszczególnych eliminacjach | Wyniki w poszczególnych eliminacjach | Wyniki w poszczególnych eliminacjach | Wyniki w poszczególnych eliminacjach | Wyniki w poszczególnych eliminacjach | Wyniki w poszczególnych eliminacjach | Wyniki w poszczególnych eliminacjach | Wyniki w poszczególnych eliminacjach | Wyniki w poszczególnych eliminacjach | Pkt. | Msc. |
| ---- | -------------- | -------------- | ------------------------------------ | ------------------------------------ | ------------------------------------ | ------------------------------------ | ------------------------------------ | ------------------------------------ | ------------------------------------ | ------------------------------------ | ------------------------------------ | ------------------------------------ | ------------------------------------ | ------------------------------------ | ------------------------------------ | ------------------------------------ | ------------------------------------ | ------------------------------------ | ------------------------------------ | ------------------------------------ | ------------------------------------ | ------------------------------------ | ---- | ---- |
| 2010 |                |                | Hiszpania                            | Hiszpania                            | Monako                               | Monako                               | Turcja                               | Turcja                               | Hiszpania                            | Hiszpania                            | Wielka Brytania                      | Wielka Brytania                      | Niemcy                               | Niemcy                               | Węgry                                | Węgry                                | Belgia                               | Belgia                               | Włochy                               | Włochy                               |                                      |                                      | 52   | 3    |
| 2010 | ART Grand Prix | Dallara GP2/08 | NU                                   | 12                                   | 4                                    | 3                                    | NU                                   | 13                                   | 2                                    | NU                                   | 2                                    | 5                                    | 5                                    | 4                                    | NU                                   | NW                                   | 14                                   | NU                                   | 2                                    | 4                                    | 18                                   | 7                                    | 52   | 3    |
| 2011 |                |                | Turcja                               | Turcja                               | Hiszpania                            | Hiszpania                            | Monako                               | Monako                               | Hiszpania                            | Hiszpania                            | Wielka Brytania                      | Wielka Brytania                      | Niemcy                               | Niemcy                               | Węgry                                | Węgry                                | Belgia                               | Belgia                               | Włochy                               | Włochy                               |                                      |                                      | 53   | 3    |
| 2011 | Lotus ART      | Dallara GP2/11 | 3                                    | 7                                    | 7                                    | NU                                   | NU                                   | 19                                   | NU                                   | 7                                    | 1                                    | 5                                    | 4                                    | 2                                    | 7                                    | 6                                    | 2                                    | 2                                    | 8                                    | 3                                    |                                      |                                      | 53   | 3    |

### Azjatycka seria GP2
| Legenda oznaczeń w tabelach wyników Wyświetl szablon na nowej stronie | Legenda oznaczeń w tabelach wyników Wyświetl szablon na nowej stronie                                                                     |
| Oznaczenie                                                            | Wyjaśnienie |
| --------------------------------------------------------------------- | --- |
| Złoty                                                                 | Zwycięzca lub mistrzostwo |
| Srebrny                                                               | 2. miejsce lub wicemistrzostwo |
| Brązowy                                                               | 3. miejsce lub II wicemistrzostwo |
| Zielony                                                               | Ukończył, punktował (w klasyfikacji generalnej, gdy zdobył co najmniej jeden punkt na przestrzeni sezonu, poza trzema powyższymi opcjami) |
| Niebieski                                                             | Ukończył, nie punktował (w klasyfikacji generalnej, gdy nie zdobył co najmniej jednego punktu na przestrzeni sezonu)                      |
| Czerwony                                                              | Nie zakwalifikował się (NZ) |
| Czerwony                                                              | Nie prekwalifikował się (NPK) |
| Różowy                                                                | Nie ukończył (NU) |
| Różowy                                                                | Niesklasyfikowany (NS) (w klasyfikacji generalnej, gdy nie został sklasyfikowany w żadnym wyścigu sezonu)                                 |
| Czarny                                                                | Zdyskwalifikowany (DK) |
| Czarny                                                                | Wykluczony (WYK/EX) |
| Biały                                                                 | Nie wystartował (NW) |
| Biały                                                                 | Kontuzjowany (K/INJ) |
| Biały                                                                 | Wyścig odwołany (OD/C) |
| Bez koloru                                                            | Został wycofany (WYC/WD) |
| Bez koloru                                                            | Nie przybył (NP/DNA) |
| Bez koloru                                                            | Nie brał udziału w treningach (NT/DNP) |
| Bez koloru                                                            | Nie został zgłoszony (–) |
| Pogrubienie                                                           | Start z pole position |
| Kursywa                                                               | Najszybsze okrążenie wyścigu |
| †                                                                     | Nie ukończył, ale jego rezultat został zaliczony ze względu na przejechanie więcej niż 90% dystansu wyścigu.                              |
| *                                                                     | Sezon w trakcie |
| 1/2/3                                                                 | Punktowana pozycja w sprincie |
| Lista systemów punktacji Formuły 1                                    | |

| Rok       | Zespół         | Samochód       | Wyniki w poszczególnych eliminacjach | Wyniki w poszczególnych eliminacjach | Wyniki w poszczególnych eliminacjach | Wyniki w poszczególnych eliminacjach | Wyniki w poszczególnych eliminacjach | Wyniki w poszczególnych eliminacjach | Wyniki w poszczególnych eliminacjach | Wyniki w poszczególnych eliminacjach | Pkt. | Msc. |
| --------- | -------------- | -------------- | ------------------------------------ | ------------------------------------ | ------------------------------------ | ------------------------------------ | ------------------------------------ | ------------------------------------ | ------------------------------------ | ------------------------------------ | ---- | ---- |
| 2009/2010 |                |                |                                      |                                      |                                      |                                      | Bahrajn                              | Bahrajn                              | Bahrajn                              | Bahrajn                              | 8    | 12   |
| 2009/2010 | ART Grand Prix | Dallara GP2/08 |                                      |                                      | 3                                    | 7                                    | 10                                   | NS                                   | 10                                   | NU                                   | 8    | 12   |
| 2011      |                |                |                                      |                                      | Włochy                               | Włochy                               |                                      |                                      |                                      |                                      | 18   | 2    |
| 2011      | Lotus ART      | Dallara GP2/11 | 1                                    | 8                                    | 3                                    | NU                                   |                                      |                                      |                                      |                                      | 18   | 2    |

### Formuła Renault 3.5
| Legenda oznaczeń w tabelach wyników Wyświetl szablon na nowej stronie | Legenda oznaczeń w tabelach wyników Wyświetl szablon na nowej stronie                                                                     |
| Oznaczenie                                                            | Wyjaśnienie |
| --------------------------------------------------------------------- | --- |
| Złoty                                                                 | Zwycięzca lub mistrzostwo |
| Srebrny                                                               | 2. miejsce lub wicemistrzostwo |
| Brązowy                                                               | 3. miejsce lub II wicemistrzostwo |
| Zielony                                                               | Ukończył, punktował (w klasyfikacji generalnej, gdy zdobył co najmniej jeden punkt na przestrzeni sezonu, poza trzema powyższymi opcjami) |
| Niebieski                                                             | Ukończył, nie punktował (w klasyfikacji generalnej, gdy nie zdobył co najmniej jednego punktu na przestrzeni sezonu)                      |
| Czerwony                                                              | Nie zakwalifikował się (NZ) |
| Czerwony                                                              | Nie prekwalifikował się (NPK) |
| Różowy                                                                | Nie ukończył (NU) |
| Różowy                                                                | Niesklasyfikowany (NS) (w klasyfikacji generalnej, gdy nie został sklasyfikowany w żadnym wyścigu sezonu)                                 |
| Czarny                                                                | Zdyskwalifikowany (DK) |
| Czarny                                                                | Wykluczony (WYK/EX) |
| Biały                                                                 | Nie wystartował (NW) |
| Biały                                                                 | Kontuzjowany (K/INJ) |
| Biały                                                                 | Wyścig odwołany (OD/C) |
| Bez koloru                                                            | Został wycofany (WYC/WD) |
| Bez koloru                                                            | Nie przybył (NP/DNA) |
| Bez koloru                                                            | Nie brał udziału w treningach (NT/DNP) |
| Bez koloru                                                            | Nie został zgłoszony (–) |
| Pogrubienie                                                           | Start z pole position |
| Kursywa                                                               | Najszybsze okrążenie wyścigu |
| †                                                                     | Nie ukończył, ale jego rezultat został zaliczony ze względu na przejechanie więcej niż 90% dystansu wyścigu.                              |
| *                                                                     | Sezon w trakcie |
| 1/2/3                                                                 | Punktowana pozycja w sprincie |
| Lista systemów punktacji Formuły 1                                    | |

| Rok  | Zespół               | Wyniki w poszczególnych eliminacjach | Wyniki w poszczególnych eliminacjach | Wyniki w poszczególnych eliminacjach | Wyniki w poszczególnych eliminacjach | Wyniki w poszczególnych eliminacjach | Wyniki w poszczególnych eliminacjach | Wyniki w poszczególnych eliminacjach | Wyniki w poszczególnych eliminacjach | Wyniki w poszczególnych eliminacjach | Wyniki w poszczególnych eliminacjach | Wyniki w poszczególnych eliminacjach | Wyniki w poszczególnych eliminacjach | Wyniki w poszczególnych eliminacjach | Wyniki w poszczególnych eliminacjach | Wyniki w poszczególnych eliminacjach | Wyniki w poszczególnych eliminacjach | Wyniki w poszczególnych eliminacjach | Pkt. | Msc. |
| ---- | -------------------- | ------------------------------------ | ------------------------------------ | ------------------------------------ | ------------------------------------ | ------------------------------------ | ------------------------------------ | ------------------------------------ | ------------------------------------ | ------------------------------------ | ------------------------------------ | ------------------------------------ | ------------------------------------ | ------------------------------------ | ------------------------------------ | ------------------------------------ | ------------------------------------ | ------------------------------------ | ---- | ---- |
| 2009 |                      | Hiszpania                            | Hiszpania                            | Belgia                               | Belgia                               | Monako                               | Węgry                                | Węgry                                | Wielka Brytania                      | Wielka Brytania                      | Francja                              | Francja                              | Portugalia                           | Portugalia                           | Niemcy                               | Niemcy                               | Hiszpania                            | Hiszpania                            | 0    | NS   |
| 2009 | KMP Group/SG Formula |                                      |                                      |                                      |                                      | NU                                   |                                      |                                      |                                      |                                      |                                      |                                      |                                      |                                      |                                      |                                      |                                      |                                      | 0    | NS   |
| 2012 |                      | Hiszpania                            | Hiszpania                            | Monako                               | Belgia                               | Belgia                               | Niemcy                               | Niemcy                               | Rosja                                | Rosja                                | Wielka Brytania                      | Wielka Brytania                      | Węgry                                | Węgry                                | Francja                              | Francja                              | Hiszpania                            | Hiszpania                            | 185  | 2    |
| 2012 | Tech 1 Racing        | DK                                   | 13                                   | 2                                    | 2                                    | 17                                   | 1                                    | 12                                   | 2                                    | 7                                    | 1                                    | 3                                    | 3                                    | 9                                    | 4                                    | 1                                    | 7                                    | NU                                   | 185  | 2    |

### Formula 3 Euro Series
| Rok  | Zespół         | Samochód         | Silnik   | Wyniki w poszczególnych eliminacjach | Wyniki w poszczególnych eliminacjach | Wyniki w poszczególnych eliminacjach | Wyniki w poszczególnych eliminacjach | Wyniki w poszczególnych eliminacjach | Wyniki w poszczególnych eliminacjach | Wyniki w poszczególnych eliminacjach | Wyniki w poszczególnych eliminacjach | Wyniki w poszczególnych eliminacjach | Wyniki w poszczególnych eliminacjach | Wyniki w poszczególnych eliminacjach | Wyniki w poszczególnych eliminacjach | Wyniki w poszczególnych eliminacjach | Wyniki w poszczególnych eliminacjach | Wyniki w poszczególnych eliminacjach | Wyniki w poszczególnych eliminacjach | Wyniki w poszczególnych eliminacjach | Wyniki w poszczególnych eliminacjach | Wyniki w poszczególnych eliminacjach | Wyniki w poszczególnych eliminacjach | Pkt. | Msc. |
| ---- | -------------- | ---------------- | -------- | ------------------------------------ | ------------------------------------ | ------------------------------------ | ------------------------------------ | ------------------------------------ | ------------------------------------ | ------------------------------------ | ------------------------------------ | ------------------------------------ | ------------------------------------ | ------------------------------------ | ------------------------------------ | ------------------------------------ | ------------------------------------ | ------------------------------------ | ------------------------------------ | ------------------------------------ | ------------------------------------ | ------------------------------------ | ------------------------------------ | ---- | ---- |
| 2008 |                |                  |          | Niemcy                               | Niemcy                               | Włochy                               | Włochy                               | Francja                              | Francja                              | Niemcy                               | Niemcy                               | Holandia                             | Holandia                             | Niemcy                               | Niemcy                               | Wielka Brytania                      | Wielka Brytania                      | Hiszpania                            | Hiszpania                            | Francja                              | Francja                              | Niemcy                               | Niemcy                               | 47   | 3    |
| 2008 | ART Grand Prix | Dallara F308/049 | Mercedes | NU                                   | 13                                   | 3                                    | 4                                    | NU                                   | 26                                   | NU                                   | 9                                    | 3                                    | 9                                    | 2                                    | 3                                    | 22                                   | 18                                   | NU                                   | 3                                    | 1                                    | 17                                   | 7                                    | 1                                    | 47   | 3    |
| 2009 |                |                  |          | Niemcy                               | Niemcy                               | Niemcy                               | Niemcy                               | Niemcy                               | Niemcy                               | Holandia                             | Holandia                             | Niemcy                               | Niemcy                               | Niemcy                               | Niemcy                               | Wielka Brytania                      | Wielka Brytania                      | Hiszpania                            | Hiszpania                            | Francja                              | Francja                              | Niemcy                               | Niemcy                               | 114  | 1    |
| 2009 | ART Grand Prix | Dallara F308     | Mercedes | 5                                    | 3                                    | 1                                    | 14                                   | 1                                    | 3                                    | 1                                    | 1                                    | 1                                    | 6                                    | 1                                    | 5                                    | NU                                   | NU                                   | 1                                    | 5                                    | 2                                    | 1                                    | 1                                    | 7                                    | 114  | 1    |

### Podsumowanie
| Sezon     | Seria                                 | Zespół                     | Wyścigi          | Zw.              | PP               | PP               | Podium           | Punkty           | Pozycja          |
| --------- | ------------------------------------- | -------------------------- | ---------------- | ---------------- | ---------------- | ---------------- | ---------------- | ---------------- | ---------------- |
| 2007      | Francuska Formuła Renault 2.0         | SG Formula                 | 13               | 5                | 5                | 10               | 11               | 172              | 1                |
| 2007      | Europejski Puchar Formuły Renault 2.0 | SG Formula                 | 6                | 0                | 1                | 1                | 0                | 4                | 22               |
| 2008      | Formula 3 Euro Series                 | ART Grand Prix             | 20               | 2                | 2                | 2                | 7                | 47               | 3                |
| 2008      | Grand Prix Makau                      | ART Grand Prix             | 1                | 0                | 0                | 0                | 0                | —                | 9                |
| 2008      | Masters of Formula 3                  | ART Grand Prix             | 1                | 1                | 0                | 0                | 1                | —                | 1                |
| 2009      | Formula 3 Euro Series                 | ART Grand Prix             | 20               | 9                | 6                | 7                | 12               | 114              | 1                |
| 2009      | Brytyjska Formuła 3                   | ART Grand Prix             | 4                | 0                | 2                | 2                | 3                | 0                | NS               |
| 2009      | Grand Prix Makau                      | ART Grand Prix             | 1                | 0                | 0                | 0                | 0                | —                | 10               |
| 2009      | Formula Renault 3.5                   | SG Formula                 | 1                | 0                | 0                | 0                | 0                | 0                | NS               |
| 2009/2010 | Azjatycka seria GP2                   | ART Grand Prix             | 6                | 0                | 1                | 2                | 1                | 8                | 12               |
| 2010      | Seria GP2                             | ART Grand Prix             | 20               | 0                | 3                | 1                | 4                | 52               | 3                |
| 2011      | Seria GP2                             | Lotus ART                  | 18               | 1                | 1                | 0                | 6                | 53               | 3                |
| 2011      | Azjatycka seria GP2                   | Lotus ART                  | 4                | 1                | 0                | 1                | 2                | 18               | 2                |
| 2011      | Formuła 1                             | Scuderia Ferrari           | Kierowca testowy | Kierowca testowy | Kierowca testowy | Kierowca testowy | Kierowca testowy | Kierowca testowy | Kierowca testowy |
| 2012      | Formuła Renault 3.5                   | Tech 1 Racing              | 17               | 3                | 5                | 7                | 8                | 185              | 2                |
| 2012      | Formuła 1                             | Sahara Force India F1 Team | Kierowca testowy | Kierowca testowy | Kierowca testowy | Kierowca testowy | Kierowca testowy | Kierowca testowy | Kierowca testowy |
| 2013      | Formuła 1                             | Marussia F1 Team           | 19               | 0                | 0                | 0                | 0                | 0                | 19               |
| 2014      | Formuła 1                             | Marussia F1 Team           | 15               | 0                | 0                | 0                | 0                | 2                | 17               |